# Bulbophyllum bowkettiae
Bulbophyllum bowkettiae es una especie de orquídea epifita  originaria de  	 Australia.

## Descripción
Es una orquídea de pequeño tamaño, con hábitos epifita y ocasionalmente litofita  con pseudobulbos  ligeramente comprimidos y profundamente acanalados que llevan una sola hoja, apical, de color verde oscuro, carnosa, dura, bilobulada apical. Florece en el otoño hasta la primavera en una inflorescencia  basal, erecta de 0,5-1 cm  de largo, más corta que las hojas y que lleva una sola flor. Esta especie le gusta un montaje en corcho o helechos, las condiciones húmedas y cálidas a bajas temperaturas y la luz indirecta.

## Distribución y hábitat
Se encuentra en Queensland en Australia Queensland, a elevaciones de 600 a 1200 metros en los árboles de la selva y en las rocas y cantos rodados. 

## Taxonomía
Bulbophyllum bowkettiae fue descrita por Frederick Manson Bailey   y publicado en Proceedings of the Royal Society of Queensland 1: 89. 1884.
Etimología
Bulbophyllum: nombre genérico que se refiere a la forma de las hojas que es bulbosa.
bowkettiae: epíteto otorgado en honor de Boukett.
Sinonimia
- Bulbophyllum waughense Rupp
- Phyllorkis bowkettiae (F.M.Bailey) Kuntze
- Serpenticaulis bowkettiae (F.M.Bailey) M.A.Clem. & D.L.Jones[3][4]